# Jeremy Camp

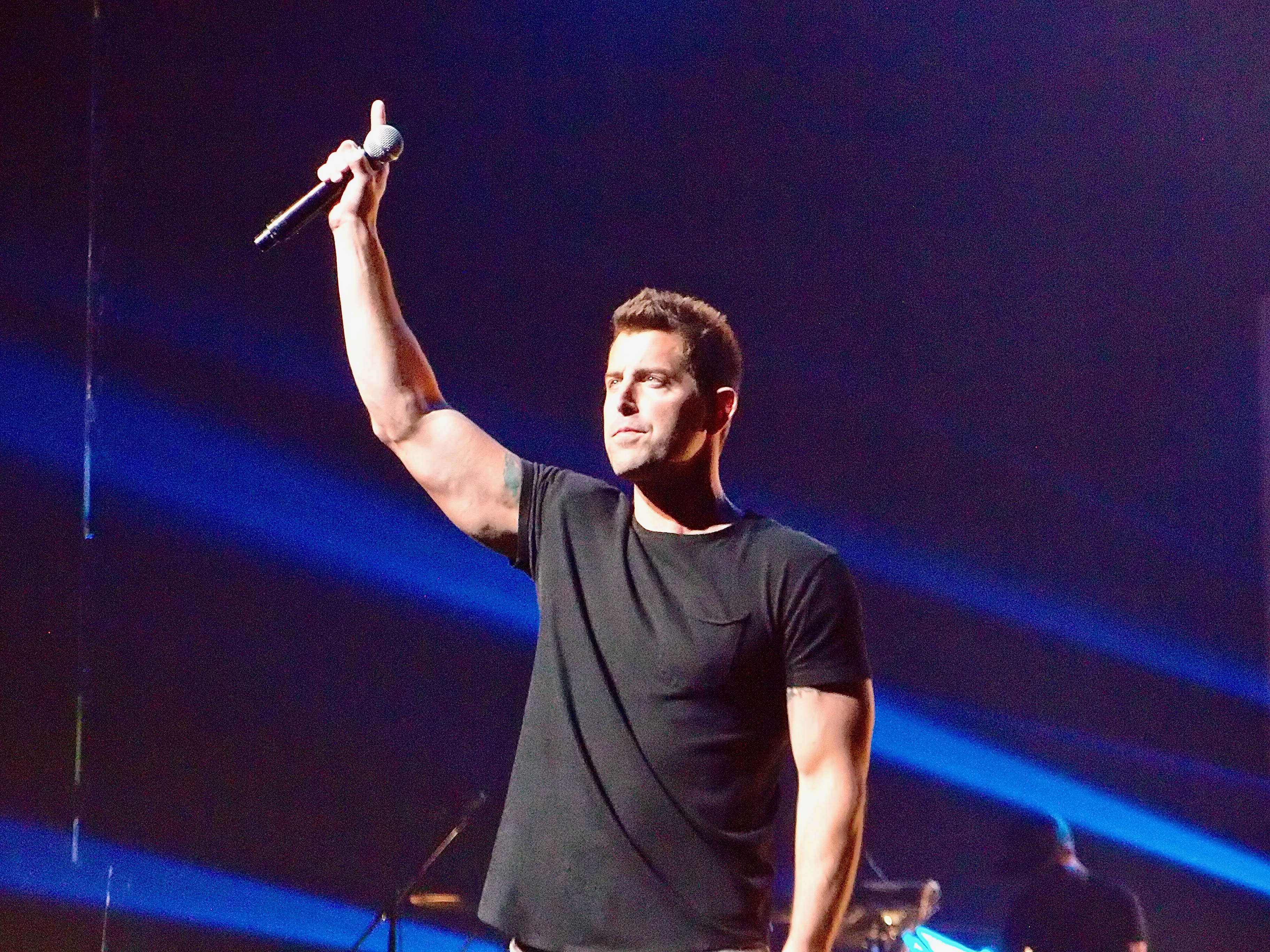
Jeremy Camp in 2019

Jeremy Thomas Camp (Lafayette (Indiana), 12 januari 1978) is een christelijke rocker uit de Verenigde Staten. Hij heeft zeven albums uitgebracht. Hij won vijfmaal een Dove Award.

## Privé
Camp is opgegroeid in zijn geboorteplaats Lafayette. Zijn vader was pastor van de Harvest Capel, de plaatselijke kerk. Hij was degene die Jeremy gitaar leerde spelen. Nadat hij de middelbare school had afgemaakt, ging hij naar een Bijbelschool in South Carolina. Daarna studeerde hij theologie aan de Calvary Chapel Bible College.
Camp is twee keer getrouwd. Melissa Lynn Henning-Camp (7 oktober 1979) was zijn eerste vrouw. Ze trouwden op 21 oktober 2000. Ze stierf op 5 februari 2001 aan kanker.
Hij ontmoette Adrienne Liesching, zangeres bij The Benjamin Gate. Ze trouwden in december 2003. Ze hebben samen 2 dochters gekregen en 1 zoon.

## Biografie
Toen zijn eerste vrouw Melissa ziek was, maakte hij zijn eerste nummers. Hij bracht het album Burden Me (2001) uit.
Na het overlijden van zijn vrouw was het eerste lied dat hij schreef: "I Still Believe". In dit lied zegt hij dat hij nog steeds in God gelooft. Zijn tweede cd, Stay met de gelijknamige single, kwam een jaar na haar dood uit in 2002. Op deze cd staan veel nummers over hoe hij zich voelt en wat hij heeft meegemaakt.
In zijn twee volgende cd's Carried Me (2004) en Restored (2004) was te zien hoe hij nog steeds bezig is de dood van Melissa te verwerken.
In 2005 brengt hij een live-cd uit met liedjes die ook al eerder op cd zijn verschenen, Live Unplugged.
Vlak na zijn huwelijk met Adrienne, bracht hij zijn zesde album uit: Beyond Measure (2006). Het eerste nummer, "Tonight", roept mensen op te stoppen met de dingen waar ze mee bezig zijn en zich tot God te richten.
In 2008 bracht Camp een nieuw album uit: Speaking Louder Than Before.
Op 13 juni 2009 trad hij op tijdens de EO-Jongerendag. Ook gaf hij er een getuigenis van zijn leven, dat hij zag als een strijd. Hij wilde de jongeren kracht geven en moed om niet op te geven maar door te gaan.